# Istenszülő elszenderedése fatemplom (Felsőkálinfalva)
A felsőkálinfalvi Istenszülő elszenderedése fatemplom műemlékké nyilvánított épület Romániában, Máramaros megyében. A romániai műemlékek jegyzékében az MM-II-m-A-04538 sorszámon szerepel.